# Corbin Burnes
Corbin Brian Burnes (Bakersfield, California, 22 de octubre de 1994), más conocido como Corbin Burnes, es un jugador profesional estadounidense de béisbol que se desempeña en la posición de lanzador en Arizona Diamondbacks, equipo de las Grandes Ligas de Béisbol (MLB).

## Carrera
Burnes hizo su debut en la MLB con el equipo Milwaukee Brewers, en el cual jugó seis temporadas (2018-2023), después pasó a Baltimore Orioles (2024), posteriormente a Arizona Diamondbacks.